# AEG C.VIII
O AEG C.VIII foi um protótipo biplano de reconhecimento aéreo da Primeira Guerra Mundial. Dois exemplares foram construídos com base no modelo bem sucedido AEG C.IV, sendo um em configuração biplana e outro com configuração de asa triplana. Nenhuma versão ofereceu o suficiente de uma melhoria do C.IV para fazer a produção em massa valer a pena.

## Variantes
- C.VIII – versão inicial biplana para caça/reconhecimento aéro.
- C.VIII Dr – versão triplana do modelo, sem melhorias na razão de subida e com redução de velocidade máxima para apenas 165 km/h (103 mph)